# Marko Marin
Marko Marin (* 13. März 1989 in Bosanska Gradiška, SFR Jugoslawien) ist ein ehemaliger deutscher Fußballspieler und heutiger Fußballfunktionär, der als offensiver Mittelfeldspieler eingesetzt wurde.

## Leben
Als Marko Marin zwei Jahre alt war, wanderten seine serbischstämmigen Eltern nach Deutschland aus. Sein Vater Ranko spielte früher selbst Fußball und war als Talentscout bei Borussia Mönchengladbach und Werder Bremen tätig.
Marin wuchs in Frankfurt-Unterliederbach auf. Er besuchte zunächst das Leibniz-Gymnasium in Frankfurt-Höchst und später das Gymnasium Am Geroweiher in Mönchengladbach, an dem er seine schulische Ausbildung 2007 mit dem Fachabitur abschloss.

## Sportliche Laufbahn

### Vereinskarriere

#### Jugend
Marko Marin begann 1994 bei der SG 01 Hoechst im Verein mit dem Fußballspielen und gelangte anschließend in die Jugendabteilung von Eintracht Frankfurt, die er 2005 verließ, um sich jener von Borussia Mönchengladbach anzuschließen. Nach einem Jahr rückte er dort in die 2. Mannschaft auf und entwickelte sich schnell zu einem Leistungsträger.

#### Bundesliga

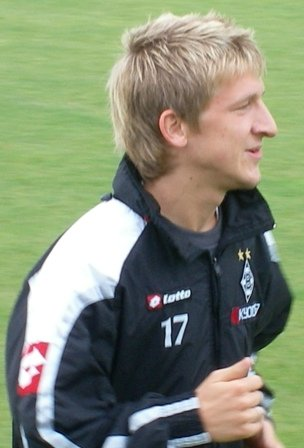
Marin im Training bei der Borussia (2007)

Da eine Krankheit ihn darin hinderte, die Profis ins Sommertrainingslager zu begleiten, trainierte er erst nach der Winterpause 2006/07 sporadisch bei den Profis mit. Für das Spiel am 31. März 2007 gegen Eintracht Frankfurt wurde er von Trainer Jos Luhukay erstmals in den Bundesliga-Kader berufen. In diesem Spiel wurde er in der 63. Minute für Marvin Compper eingewechselt und trug mit seiner Freistoßvorlage zum 1:1-Endergebnis durch Federico Insúa in der 89. Minute bei.
Am 13. Juni 2007 schloss Marin einen bis zum 30. Juni 2010 gültigen Profivertrag mit Borussia Mönchengladbach. Ab diesem Zeitpunkt war er fester Bestandteil des Gladbacher Profikaders. Seine ersten beiden Ligatore für die Borussia erzielte er am 13. April 2008 beim 3:0-Heimsieg gegen die SpVgg Greuther Fürth. Zudem steuerte er in der Saison 2007/08 insgesamt 13 Torvorlagen bei und gehörte somit zu den erfolgreichsten Torvorbereitern der 2. Bundesliga. Am Saisonende schaffte Marin mit Borussia Mönchengladbach den sofortigen Wiederaufstieg in die Bundesliga, in der er erneut einer der wichtigsten Torvorlagengeber der Mannschaft war.

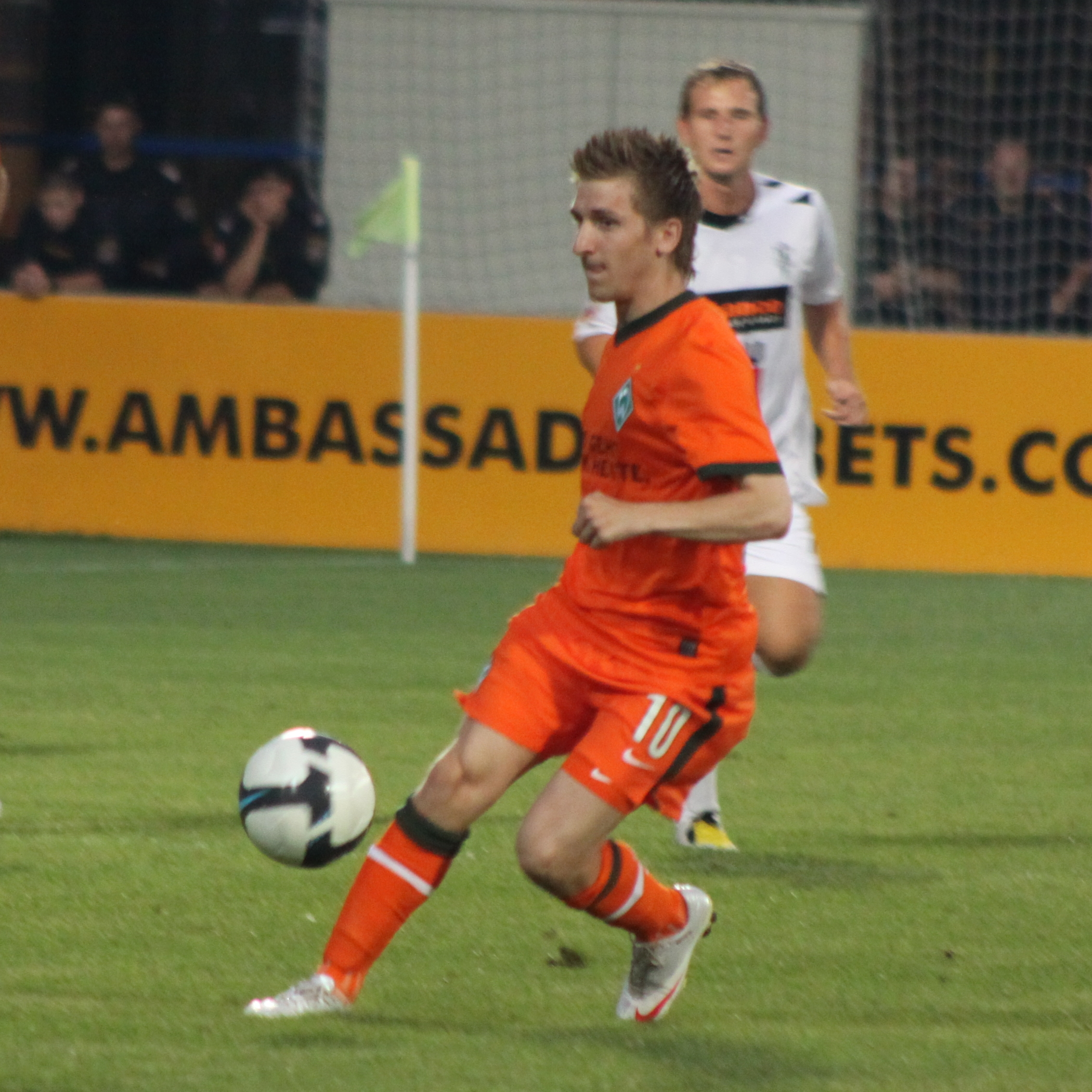
Marin im Dress von Werder Bremen (2009)

Zur Saison 2009/10 wechselte Marin zum Ligakonkurrenten SV Werder Bremen. Dort fasste er sofort Fuß, etablierte sich als Stammspieler, trat vor allem als Partner von Mesut Özil in Erscheinung und bereitete so in 32 Spielen 14 Tore vor. In den ersten 15 Pflichtspielen der Saison (neunmal Liga, zweimal DFB-Pokal, viermal Europa League) kam Marin 15-mal zum Einsatz.

#### FC Chelsea
Zur Saison 2012/13 wechselte Marin zum FC Chelsea. Nachdem er unter Roberto Di Matteo zunächst keine Rolle gespielt hatte und nur einmal im League Cup und zweimal in der U21 zum Einsatz gekommen war, absolvierte er am 28. November 2012 unter dem neuen Coach Rafael Benítez sein Premier-League-Debüt. Beim torlosen Unentschieden gegen den FC Fulham wurde er in der 82. Spielminute für Eden Hazard eingewechselt. Sein erstes Tor für den FC Chelsea erzielte er am 9. Februar 2013 im Spiel an der Stamford Bridge gegen Wigan Athletic unmittelbar nach seiner Einwechslung mit dem Treffer zum 4:1-Endstand in der 90. Minute. Mit drei Einsätzen gehörte Marin auch dem Kader an, der in der UEFA Europa League 2012/13 den Titel gewann.

#### Auf Leihbasis durch Europa
Zur Saison 2013/14 wechselte Marin auf Leihbasis zum FC Sevilla in die Primera División. Am 14. Mai 2014 gewann der FC Sevilla das Finale der Europa League mit 4:2 i. E. gegen Benfica Lissabon. Marin wurde in diesem Spiel in der 78. Minute für José Antonio Reyes eingewechselt, musste das Feld aber in der 104. Minute verletzt wieder verlassen.
Am 18. August 2014 wurde er für die Saison 2014/15 in die italienische Serie A zur AC Florenz verliehen. Marin wurde in der Liga nicht eingesetzt, spielte viermal in der Europa-League und erzielte zwei Treffer. Die Leihe wurde im Januar 2015 beendet und Marin in die belgische Pro League an den RSC Anderlecht weiterverliehen. Für den RSC kam er auf sechs Liga- und zwei Pokaleinsätze, in denen er keine Tore erzielte. Am 25. August 2015 wechselte Marin wieder leihweise für die Saison 2015/16 in die türkische Süper Lig zu Trabzonspor.

#### Weitere Auslandsstationen und Karriereende
Im August 2016 wurde Marin von Olympiakos Piräus fest verpflichtet. Sein Debüt am 11. September 2016 beim 6:1-Heimsieg gegen Veria FC währte 70 Minuten. Sein erstes Tor erzielte er am 4. Januar 2017 mit dem 2:1-Siegtreffer in der Nachspielzeit im Heimspiel gegen Asteras Tripolis.
Marin beendete die Saison 2016/17 mit vier Toren in 14 Einsätzen und gewann mit seiner Mannschaft die griechische Meisterschaft.
Im August 2018 verpflichtete der serbische Erstligist und Rekordmeister Roter Stern Belgrad Marin ablösefrei. Er erhielt einen bis Juni 2020 laufenden Vertrag. Am 2. Spieltag der Champions League 2018/19 erzielte er beim 1:6 gegen Paris Saint-Germain den ersten Treffer für Roter Stern in der Champions League. Mit dem Klub konnte er in seiner ersten Saison die nationale Meisterschaft gewinnen. Aufgrund seiner guten Leistungen wurde sein Vertrag vorzeitig um ein Jahr verlängert. Im Europapokal gelang es Belgrad mit Marin jeweils nicht, über die Gruppenphasen hinauszukommen.
Nach 58 absolvierten Pflichtspielen für Belgrad in der Liga, im Pokal sowie in der Champions League, in denen der Mittelfeldspieler elf Tore sowie 24 Vorlagen beigesteuert hatte, wechselte er Anfang Januar 2020 zum saudi-arabischen Erstligisten al-Ahli. Im Februar 2021 schloss sich Marin dem saudischen Liga-Konkurrenten al-Raed auf Leihbasis an. Am 18. September 2021 wechselte der vertraglose Marin ablösefrei zu Ferencváros Budapest. Im Sommer 2022 beendete er seine Karriere. Er hatte in neun verschiedenen Ländern in der höchsten Spielklasse gespielt – und in einer weiteren, in der Serie A, unter Vertrag gestanden.

### Auswahleinsätze
Da Marins Geburtsort im heutigen Bosnien und Herzegowina liegt, besaß er bis Ende Januar 2008 eine doppelte Staatsbürgerschaft und wäre auch für bosnische Auswahlmannschaften spielberechtigt gewesen. Er entschied sich jedoch für den DFB. Dort durchlief er sämtliche Jugend-Nationalmannschaften bis zur U18-Auswahl, in denen er zu den Leistungsträgern gehörte. Im Jahr 2007 wurde Marin neben Björn Kopplin vom FC Bayern München II und Manuel Fischer vom VfB Stuttgart als einer von drei Deutschen für den UEFA-CAF Meridian Cup, bei dem eine europäische und eine afrikanische U18-Mannschaft gegeneinander antraten, nominiert. Hier gehörte er zu den Leistungsträgern der europäischen Auswahl, die sich im Mini Estadi von Barcelona gegen die afrikanische Auswahl am 27. Februar 2007 mit 6:1 und am 1. März 2007 mit 4:0 durchsetzte. Danach übersprang er die zwei nächsten Altersklassen und wurde am 21. August 2007 gegen die U21-Nationalmannschaft Irlands zum ersten Mal in der U21-Nationalmannschaft eingesetzt.
Marko Marin wurde von Bundestrainer Joachim Löw am 16. Mai 2008 in den erweiterten Kader für die Europameisterschaft 2008 berufen. Im Zuge der EM-Vorbereitung bestritt Marin am 27. Mai 2008 in Kaiserslautern sein erstes Länderspiel gegen Belarus. Tags darauf gab Löw bekannt, dass Marin nicht zum deutschen EM-Aufgebot gehören werde.
Am 20. August 2008 erzielte er in einem Test-Länderspiel gegen die Auswahl Belgiens, seinem zweiten A-Länderspiel, sieben Minuten nach seiner Einwechslung sein erstes Länderspieltor. Am 6. Mai 2010 wurde Marin in den Kader für die Weltmeisterschaft in Südafrika berufen. Dort kam er beim 4:0-Sieg gegen die Auswahl Australiens und bei der 0:1-Niederlage im zweiten Vorrundenspiel gegen die Auswahl Serbiens als Einwechselspieler zum Einsatz.

## Titel und Erfolge

### Verein
Borussia Mönchengladbach
- Deutscher Zweitligameister: 2007/08

FC Chelsea
- UEFA Europa League: 2012/13

FC Sevilla
- UEFA Europa League: 2013/14

Olympiakos Piräus
- Griechischer Meister: 2016/17

Roter Stern Belgrad
- Serbischer Meister: 2018/19

Ferencváros Budapest
- Ungarischer Meister: 2021/22[22]
- Ungarischer Pokalsieger 2021/22[22]

### Auswahlmannschaften
- Weltmeisterschaft: Dritter Platz 2010
- U-21-Europameisterschaft: 2009
- UEFA-CAF Meridian Cup: 2007 (Europäische Auswahl)

## Funktionär
Seit Sommer 2022 ist Marin bei Roter Stern Belgrad als Technischer Direktor für Scouting und Transfers mitverantwortlich und fungiert zudem als Bindeglied zur Nachwuchsabteilung des Vereins.

## Auszeichnungen
Am 18. August 2006 wurde Marin vom DFB die silberne Fritz-Walter-Medaille verliehen. Am 12. September 2007 wurde ihm die gleiche Auszeichnung in Gold überreicht. Im März 2010 wurde er zum Fußballer des Monats gewählt. Im Oktober 2010 erhielt er gemeinsam mit den anderen deutschen Nationalspielern das Silberne Lorbeerblatt vom damaligen Bundespräsidenten Christian Wulff für die Leistungen der Nationalmannschaft bei der WM 2010. In der Saison 2018/2019 wurde er als Spieler von Roter Stern Belgrad zum Spieler des Jahres in der serbischen Superliga gewählt.

## Spielweise
Marin ist gelernter Spielmacher, wurde aber vornehmlich im linken Mittelfeld eingesetzt. Gelobt wurde vor allem seine gute Ballbehandlung im Spiel „Eins gegen Eins“. Wegen seiner Ballsicherheit, seiner hohen Geschwindigkeit mit oder ohne Ball am Fuß und seiner Dribbelstärke, aber nicht zuletzt auch wegen seiner geringen Körpergröße wurde er vor allem in den englischen Medien vor seinem Transfer zu Chelsea teilweise als German Messi, in Anlehnung an den argentinischen Fußballspieler Lionel Messi, bezeichnet.